# Aloe papillosa
Aloe papillosa é uma espécie de liliopsida do gênero Aloe, pertencente à família Asphodelaceae.